# Ptinus latus
Ptinus latus is een keversoort uit de familie klopkevers (Ptinidae). De wetenschappelijke naam van de soort werd in 1896 gepubliceerd door Maurice Pic.